# Christliches Radio München
Christliches Radio München est une radio associative locale de Munich. Elle partage sa fréquence (92.4 FM) avec LORA München, Radio Horeb (de) et Radio Feierwerk.

## Généralités
Christliche Radio München est une radio gérée par l'association Vereins Christliche Medien München e.V. Le programme se base sur le christianisme, essentiellement les croyances de l'Alliance évangélique allemande, et vise un public œcuménique. Elle est financée principalement par des dons et dans une moindre mesure de la publicité. La ligne éditoriale se concentre sur les événements contemporains et les informations sur les communautés chrétiennes de la région de Munich.

## Programme
La principale cible d'auditeurs est un public de 25 à 55 ans ; certaines émissions s'adressent aux enfants à partir de 8 ans.
Un magazine est proposé tous les jours sauf le samedi entre 16 h et 17 h. La musique diffusée est surtout de la musique chrétienne contemporaine.
Le dimanche est consacré à une homélie d'une messe locale.

### Source de la traduction
- (de) Cet article est partiellement ou en totalité issu de l’article de Wikipédia en allemand intitulé « Christliches Radio München » (voir la liste des auteurs).